# Calamagrostis veresczaginii
Calamagrostis veresczaginii là một loài thực vật có hoa trong họ Hòa thảo. Loài này được Zolot. mô tả khoa học đầu tiên năm 1984.